# Sesenebnef
Sesenebnef war „Oberster Vorlesepriester“ in der altägyptischen 13. Dynastie (um 1700 bis 1650 v. Chr.). Er ist vor allem von seinem Grab in el-Lischt bekannt. Dieses Grab wurde um 1900 ausgegraben und enthielt die Reste von zwei Holzsärgen, einem Kanopenkasten und Kanopenkrügen. Die Särge waren bei ihrer Auffindung schon sehr verfallen und konnten nicht geborgen werden. Die Inschriften konnten jedoch noch kopiert werden, wobei man von dem äußeren Sarg nur die Außendekoration, von dem inneren Sarg nur die Innendekoration kopierte. Der innere Sarg zeigt einen Gerätefries, während die Außenseiten des äußeren Sarges dicht mit Hieroglyphen beschrieben waren. Diese Hieroglyphen zeigen verstümmelte Tiere, wobei vor allem die Vögel ohne Beine wiedergegeben worden sind. Die Inschriften, besonders die des äußeren Sarges, gehören damit zu den längsten Texten des Mittleren Reiches. Sie sind vor allem deshalb bemerkenswert, da sie schon viele Kompositionen zeigen, die später aus dem Totenbuch bekannt sind.